# ATC 코드 A14
ATC 코드 A14는 ATC 코드의 전신적용 동화(同化)작용제로 작용하는 약물을 정리한 코드이다.

ATC 코드 A 소화관 및 대사의 하위그룹을 이룬다.
동물용 의약품을 위한 코드(ATCvet 코드)의 경우 인체의약품 코드 앞에 Q가 들어가게 된다. 예 : QA14.

## A14A 동화작용 스테로이드

### A14AA 안드로스탠 계열
A14AA01 Androstanolone
A14AA02 Stanozolol
A14AA03 Metandienone
A14AA04 Metenolone
A14AA05 Oxymetholone
A14AA06 Quinbolone
A14AA07 Prasterone
A14AA08 Oxandrolone
A14AA09 Norethandrolone

### A14AB 에스트렌 계열
A14AB01 Nandrolone
A14AB02 Ethylestrenol
A14AB03 Oxabolone cipionate

## A14B 기타 동화작용제
빈 그룹